# 郴州西駅

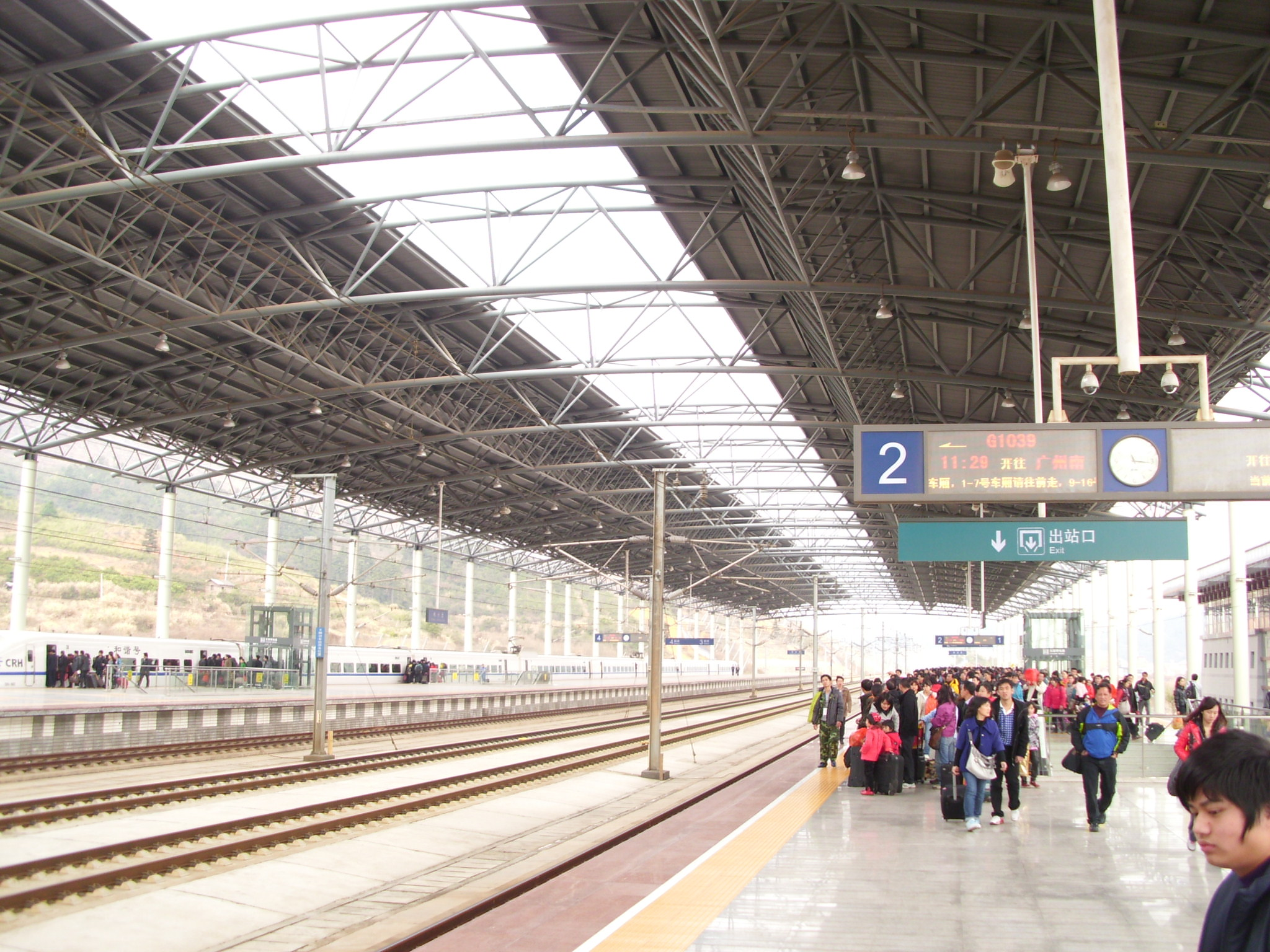
郴州西駅のホーム

郴州西駅（ちんしゅうにしえき）は、湖南省郴州市北湖区にある中国国鉄武広旅客専用線の駅である。

## 利用可能な鉄道路線
中華人民共和国鉄道部
武広旅客専用線

## 駅構造
島式ホーム2面4線を持ち、その間にホームのない通過線が2本ある。

## 歴史
- 2006年9月5日 - 建設開始。
- 2009年12月26日 - 武広旅客専用線開業により、使用開始。

## 隣の駅
中国国鉄
武広旅客専用線
耒陽西駅 - 郴州西駅 - 韶関駅